# Caroline de Bourbon-Parme
 (juin 2019).
Si vous disposez d'ouvrages ou d'articles de référence ou si vous connaissez des sites web de qualité traitant du thème abordé ici, merci de compléter l'article en donnant les références utiles à sa vérifiabilité et en les liant à la section « Notes et références ».
Caroline Marie Thérèse Josèphe de Bourbon, princesse de Parme, née à Parme le 22 novembre 1770, décédée à Dresde le 1er mars 1804.

## Biographie

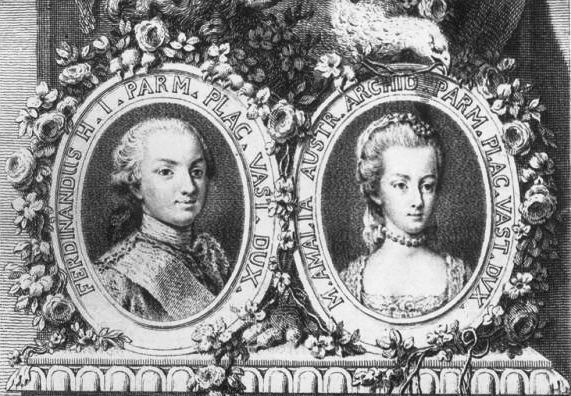
Les parents de la princesse de Saxe : Ferdinand Ier, duc de Parme, Marie-Amélie d'Autriche.

Premier enfant du duc Ferdinand Ier de Parme et de Marie-Amélie de Habsbourg-Lorraine, la princesse Caroline est l'arrière-petite-fille du roi Louis XV de France et la petite-fille de l'impératrice-reine Marie-Thérèse. Elle est une des nièces de la reine de France Marie-Antoinette d'Autriche qui fut emprisonnée avec la famille royale de France le 10 août 1792 et périt sur l'échafaud le 16 octobre 1793. À la petite princesse on donne pour parrain son grand-oncle paternel le roi Charles III d'Espagne et pour marraine sa grand-mère maternelle l'impératrice-reine Marie-Thérèse. Cependant, peu à peu les relations de ses parents avec leur famille se détérioreront. Caroline aura six frères et sœurs cadets mais les trois plus jeunes meurent en bas âge et ses deux sœurs deviennent religieuses.
Alors que la France révolutionnaire déclare la guerre à l'Europe, le 22 avril 1792 par procuration à Parme puis le 9 mai 1792 en personne à Dresde, Caroline de Parme épouse le prince Maximilien de Saxe, frère cadet de l'Électeur Frédéric-Auguste III, cousin utérin du roi Louis XVI de France. Par sa naissance et son mariage, la duchesse Caroline est une proche parente des souverains français qui seront emprisonnés, condamnés puis exécutés en 1793. 
De son union avec le duc Maximilien sont nés sept enfants :
- Amélie de Saxe  (Dresde 10 août 1794 - Pillnitz 18 septembre 1870), compositrice et dramaturge, célibataire;
- Marie-Ferdinande de Saxe (Dresde 27 avril 1796 - Château Brandeis 3 janvier 1865), elle épouse en 1821 Ferdinand III, grand-duc de Toscane (1769-1824), sans postérité;
- Frédéric-Auguste II de Saxe (Dresde 27 avril 1796 - Brennbüchel 9 août 1854), roi de Saxe, il épouse en 1819 Caroline d'Autriche (1801-1832), puis en 1833 Marie de Bavière (1805-1877), sans postérité de ses deux unions;
- Clément de Saxe (Dresde 1er mai 1798 - Pise 4 janvier 1822), célibataire;
- Marie de Saxe (Dresde 15 novembre 1799 - Pise 24 mars 1832), elle épouse en 1817 Léopold II, grand-duc de Toscane (1797-1870), dont postérité;
- Jean Ier de Saxe (Dresde 12 décembre 1801 - Pillnitz 29 octobre 1873), roi de Saxe, épouse en 1822 Amélie de Bavière (1801-1877), dont postérité;
- Marie-Josèphe de Saxe (1803-1829) (Dresde 6 décembre 1803 - Aranjuez 17 mai 1829), elle épouse en 1819 Ferdinand VII, roi d'Espagne (1784-1833), sans postérité.

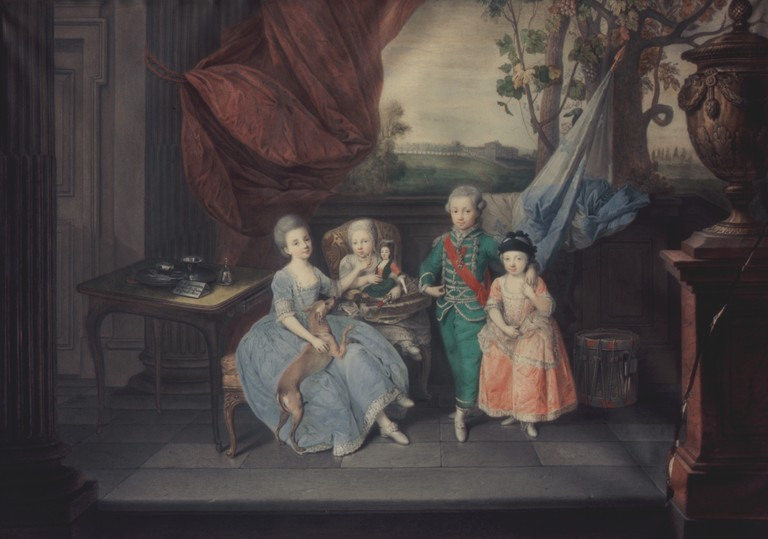
Les petits princes de Parme vers 1780 (de gauche à droite Caroline, Charlotte,Louis et Marie-Antoinette.

Alors que la Saxe s'efforce de rester neutre, en 1796 puis en 1801, l'armée française commandée par le général Bonaparte envahit Parme. Le gouvernement du duc Ferdinand Ier est placé de fait sous la tutelle de la France qui, dans le même temps, crée avec les dépouilles du grand-duché de Toscane un "Royaume d'Étrurie" qu'elle donne au faible frère de Caroline Louis de Parme. 
Le duc Ferdinand Ier meurt subitement en 1802, peut-être empoisonné sur ordre des Français. Négligeant les droits du roi d'Étrurie, la république française annexe de fait les duchés de Parme, Plaisance et Guastalla. Le jeune roi Louis Ier meurt l'année suivante à l'âge de 29 ans confiant la régence de leur fils de 4 ans à son épouse. Auparavant, le couple aura été invité à Paris par le général Napoléon Bonaparte, premier consul français. Celui-ci, qui préparait son accession à l'empire, exhiba comme des épouvantails le pauvre Louis et son épouse pour "montrer aux Français ce qu'était un roi". 
Caroline meurt l'année suivante à l'âge de 33 ans des suites de son septième accouchement. Sa mère, qui avait trouvé refuge non loin de la Saxe, en Bohême, auprès de l'empereur son neveu, la suit de près dans la tombe.
Le prince Maximilien se remariera après la tourmente révolutionnaire et impériale. Il épousera en 1821 Marie-Louise de Parme, une nièce de sa première épouse. L'électeur et son frère Antoine qui lui succédera n'ayant pas eu de descendance, c'est le fils de Caroline qui en 1836 montera sur le trône de Saxe, suivi en 1854 par son frère cadet. Caroline est donc l'ancêtre de l'actuelle Maison de Saxe,